# Made in England (альбом)
Made in England  (рус. «Сделан в Англии») — двадцать пятый студийный альбом британского автора-исполнителя Элтона Джона, выпущенный 20 марта 1995 года. Альбом был посвящён будущему супругу Элтона Джона - Дэвиду Фернишу. 21 декабря 2005 года, пара заключила официальное гражданское партнерство став первой ЛГБТ парой официально заключившей брак.

## История создания альбома
Когда Элтон Джон закончил свою работу над саундтреком «The Lion King», он тут же приступил к записи своего нового альбома, назвав его  «Made in England». Также к этому времени был выпущен его новый сингл «Believe». И как только он вышел, он тут же завоевал огромную популярность, заняв к тому же 15 место в Великобритании и 13 место в США.
В ноябре 1994 года состоялся грандиозный тур певца, который прошёл в Великобритании, Франции, Чили, США, Аргентине, Польше, Швейцарии, Перу, Италии и Японии. И пока он продолжался, было выпущено ещё три сингла. Это «Made in England», «Blessed» и «Pain». Когда тур закончился и Джон вернулся обратно домой, к этому времени альбом уже потихоньку поступал на продажу. Но плюс ко всему, песня «Belfast» была объявлена одной из лучших песен и также вошла в него, так как по мнению аранжировщика Пола Бакма, она поможет украсить его.
В 2012 году планировалось переиздание альбома, но оно было отменено из-за кончины бас-гитариста Боба Бирча.

## Список композиций
Слова и музыка всех песен — написаны Элтоном Джоном и Берни Топином.
| №  | Название          | Длительность |
| -- | ----------------- | ------------ |
| 1. | «Believe»         | 4:55         |
| 2. | «Made in England» | 5:09         |
| 3. | «House»           | 4:27         |
| 4. | «Cold»            | 5:37         |
| 5. | «Pain»            | 3:49         |

| №   | Название   | Длительность |
| --- | ---------- | ------------ |
| 6.  | «Belfast»  | 6:29         |
| 7.  | «Latitude» | 3:34         |
| 8.  | «Please»   | 3:52         |
| 9.  | «Man»      | 5:16         |
| 10. | «Lies»     | 4:25         |
| 11. | «Blessed»  | 5:01         |

## Даты выпуска синглов и страны, где они были реализованы
- 20 февраля 1995 года — «Believe» (выпущен по всему миру).
- 8 мая 1995 года — «Made in England» (выпущен по всему миру).
- 18 декабря 1995 года — «Blessed» (выпущен по всему миру, кроме Великобритании).
- 22 января 1996 года — «Please» (выпущен только в Великобритании).

## Количество копий, которые были проданы в определённых странах и их удостоверения
- Австрия — 50000 копий (платина).
- Швеция — 50000 копий (золото).
- Швейцария — 50000 копий (платина).
- Великобритания — 100000 копий (золото).
- Япония — 101130 копий (нет данных об удостоверении).
- Канада — 200000 копий (2 раза платина).
- Германия — 250000 копий (золото).
- Франция — 286400 копий (2 раза золото).
- США — 1000000 копий (платина).

## Позиции альбома (1995)
- Австрия — 1 место.
- Швейцария — 1 место.
- Франция — 2 место.
- Испания — 3 место.
- Канада — 3 место.
- Великобритания — 3 место.
- Италия — 4 место.
- Германия — 4 место.
- Дания — 5 место.
- Австралия — 6 место.
- Португалия — 6 место.
- Бельгия — 8 место.
- Новая Зеландия — 10 место.
- Нидерланды — 11 место.
- США — 13 место.
- Япония — 13 место.

## Над альбомом работали
- Элтон Джон – вокал, фортепиано, фисгармония.
- Гай Бабилон – бэк-вокал.
- Пол Бреннан – флейта, свирель.
- Боб Бирч – бас-гитара, бэк-вокал.
- Дэрмонт Крехан – скрипка.
- Тедди Боровейки – аккордеон.
- Дэйви Джонстон – гитара, мандолина, банджо, бэк-вокал.
- Чарли Морган – барабаны.
- Рэй Купер – ударные инструменты.
- Пол Бакмастер – оркестр.